# Lily Ebert
Lily Ebert, MBE, születési nevén Engelman Lívia (Bonyhád, 1923. december 29. – London, 2024. október 9.) angliai magyar holokauszt-túlélő, író.

## Magánélete
Hatgyermekes ortodox zsidó család legidősebb lányaként született. Édesapja, Engelman Áron textilkereskedő volt, de még a deportálások előtt (1942-ben) elhunyt tüdőgyulladásban.

## A holokauszt
A nácik 1944 márciusában megszállták Magyarországot, és 1944 júliusában, amikor Lily húszéves volt, édesanyjával, öccsével és három húgával együtt a bonyhádi gettóból Pécsen át Auschwitz-Birkenauba deportálták. A táborba érkezésük után édesanyját, Ninát, bátyját, Bélát és legfiatalabb húgát, Bertát azonnal gázkamrába küldték, míg őt két másik lánytestvérével, Renée-vel és Pirivel kényszermunkára fogták a haláltáborban.
Négy hónappal a táborba érkezése után két húgával együtt egy Lipcse melletti hadianyaggyárba került, ahol egészen addig dolgoztatták őket, amíg a szövetséges erők fel nem szabadították a halálmenetből 1945-ben.

## A holokauszt után
Felszabadulása után nővéreivel Svájcba utazott, hogy újjáépítsék életüket. 1953-ban Lily újra találkozott másik testvérével, aki szintén túlélte a koncentrációs tábort és a rabszolgamunka rendszerét. Izraelbe emigrált, ahol férjhez ment, és három gyermeke született, majd 1967-ben Londonban telepedett le. 2022 januárjában 10 unokája és 36 dédunokája volt.
2021-ben, a COVID-19 világjárvány idején dédunokájával, Dov Formannal társszerzőként írta meg a Sunday Times bestseller listáján is szereplő Lily fogadalma: Hogyan éltem túl Auschwitzot, és merítettem erőt a továbblépéshez című könyvét, amely Károly herceg előszavával jelent meg. A mű a Sunday Times ötszörös bestsellerje és 2021-ben a Waterstones legjobb történelmi könyve volt. A Lily fogadalma háromszor is a New York Times bestsellere lett.
2021-ben dédunokája segítségével elkezdte használni a TikTok videómegosztó platformot. A rövid videókban Ebert a holokauszttal kapcsolatos kérdésekre válaszolt, s az auschwitzi koncentrációs tábor foglyaként szerzett tapasztalatairól beszélt. Fiókjuknak több mint 2 millió követője volt, több mint 46,4 millió lájkot kapott, és a 3 legnépszerűbb videójukat együttesen több mint 57 millióan nézték meg.
Ebert és Forman együttműködtek az Egyesült Királyság kormányának különböző osztályaival (beleértve az Oktatási Minisztériumot, a Külügyminisztériumot és a Belügyminisztériumot), és 2020 novemberében az Egyesült Királyság parlamentjében is felszólaltak együtt a tervezett Holokauszt-emlékhely és Oktatási Központ érdekében. Ebert és Forman nemzetközi rádiókban és televíziókban is szerepeltek, és több mint 35 ország több mint 180 hírügynökségének adtak interjút.
Ebert portréja egyike volt annak a hét festménynek, amelyet Károly herceg megrendelt a Királyi Gyűjtemény számára, hogy megemlékezzenek a holokauszt túlélőiről, és tisztelegjenek azon túlélők előtt, akik Nagy-Britanniában éltek. Amikor a portrék megjelentek a Buckingham-palota Queen’s Gallery-ben, Ebert azt mondta Károlynak: „A találkozás mindenkinek szól, aki életét vesztette.” Károly megérintette a vállát, és így válaszolt: „De ez nagyobb kiváltság számomra.” 

## Elismerései
2016-os a British Empire Medal (BEM) kitüntetésben részesült a holokauszt oktatásának és tudatosításának szolgálatáért. A brit uralkodó a Brit Birodalom Rendjének tagjává avatta a holokauszt oktatásáért végzett szolgálataiért. 2023. január 31-én, a windsori kastélyban rendezett beiktatási ceremónián vehette át a kitüntetést III. Károly királytól.
Dédunokája, Dov Forman 2021 novemberében megkapta a Points of Light díjat az Egyesült Királyság miniszterelnökétől a Downing Street 10. szám alatt, a holokauszt oktatásban nyújtott kivételes szolgálatai elismeréseként.
Ebert és Forman nyerte el a közösségi díjat Andrew Neiltől a Jewish Care and Topland üzleti ebéden 2022 márciusában, a Grosvenor House Hotelben.
2022 áprilisában a Magyar Érdemrend lovagkeresztjével, Magyarország egyik legmagasabb állami kitüntetésével tüntette ki Kumin Ferenc, Magyarország egyesült királyságbeli nagykövete a köztársasági elnök és a magyar kormány nevében.
2022 májusában elnyerte a Simon Wiesenthal-díjat. Az osztrák parlamentben tartott ünnepségen Ebert az antiszemitizmus elleni polgári elkötelezettségért és a holokausztról szóló oktatásért kapta meg a díjat. A díjat az Európai Bizottság antiszemitizmus elleni küzdelem koordinátora adta át. A biztos méltatta Ebert asszonyt több évtizedes elkötelezettségéért a holokauszt tanújaként, és a közelmúltbeli TikTok felé fordulását, amely platformon ő és dédunokája, Dov Forman több mint 1,9 millió követőre tett szert, és egy teljesen új közönségnek mutatta be élettörténetét.

## Magyarul megjelent művei
- Lily Ebert–Dov Forman: Lily fogadalma. Hogyan éltem túl Auschwitzot, és merítettem erőt a továbblépéshez; ford. Endreffy Kata, 21. Század, Budapest, 2021

## Külső hivatkozások
- Lily Ebert a Twitteren